# Concert voor orkest (Musgrave)
Thea Musgrave componeerde haar Concert voor Orkest in 1967. Ze had net aan haar vrienden doorgegeven dat ze een compositie wilde schrijven waar in de klarinettist langzaam gek zou worden. Niet snel daarna ontving ze een opdracht voor een instrumentaal werk voor het City of Birmingham Symphony Orchestra. In het Concert voor orkest sleept de klarinettist de rest van het orkest mee in zijn/haar strijd met de dirigent. De première werd verzorgd door het CBSO onder leiding van Hugo Rignold. Het werk is geschreven in een stijl die destijds opgang deed, de uitgeschreven improvisatie waarbij de diverse orkestleden een grote vrijheid hebben voor tempo en metrum. Witold Lutosławski schreef ook een Concert voor orkest in die vorm.
Het werk, geschreven in een deel, gaf haar voldoende stof om vervolgens heer Klarinetconcert te componeren.

## discografie
Onder ander Lyrita Records: Nationaal Orkest van Schotland o.l.v. Alexander Gibson.